# Saint-Germier (Deux-Sèvres)
Saint-Germier ist eine französische Gemeinde im Département Deux-Sèvres in der Region Nouvelle-Aquitaine (vor 2016: Poitou-Charentes). Sie hat 259 Einwohner (Stand: 1. Januar 2022) und gehört zum Arrondissement Parthenay sowie zum Kanton La Gâtine.
Die Einwohner werden Saint-Germariens genannt.

## Geographie
Saint-Germier liegt etwa 25 Kilometer südsüdöstlich von Parthenay und etwa 36 Kilometer ostnordöstlich von Niort in der Landschaft Gâtine.

### Nachbargemeinden
Umgeben ist Saint-Germier von den Nachbargemeinden Ménigoute im Norden, Sanxay im Nordosten und Osten, Rouillé im Osten und Südosten, Pamproux im Süden, Soudan im Südwesten und Westen sowie Fomperron im Westen.

## Bevölkerungsentwicklung
| Jahr      | 1962 | 1968 | 1975 | 1982 | 1990 | 1999 | 2006 | 2013 | 2019 |
| Einwohner | 396  | 332  | 266  | 224  | 206  | 199  | 188  | 208  | 233  |

## Sehenswürdigkeiten

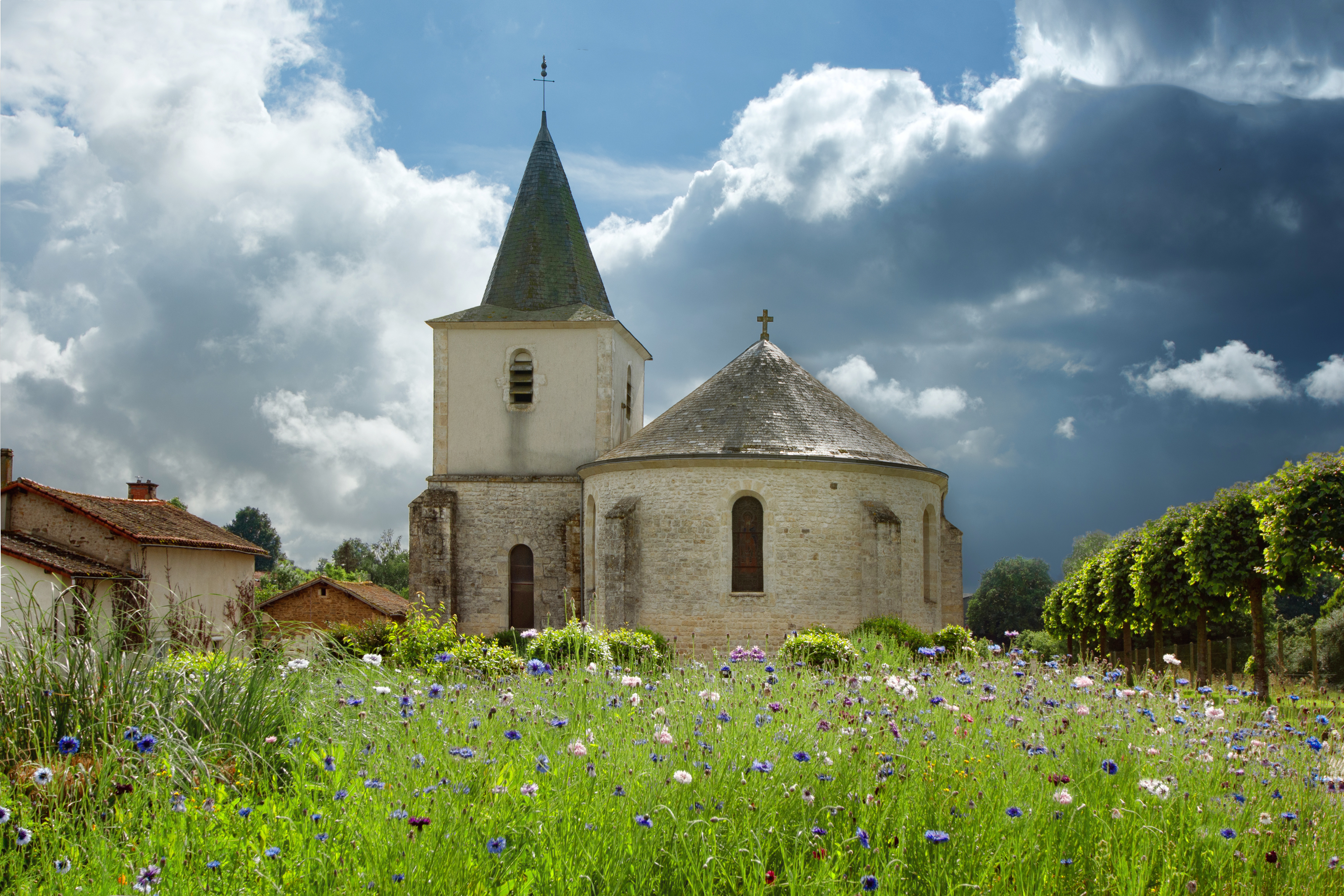
Kirche Saint-Germier

- Kirche Saint-Germier